# Perak Open 1966
Die Perak Open 1966 im Badminton fanden Mitte September 1966 in Ipoh statt.

## Finalergebnisse
| Disziplin    | Sieger                       | Finalist                    | Ergebnis          |
| ------------ | ---------------------------- | --------------------------- | ----------------- |
| Herreneinzel | Tan Aik Huang                | Rudy Nio                    | 15-8, 11-15, 15-3 |
| Dameneinzel  | Minarni                      | Retno Koestijah             | 11-7, 11-9        |
| Herrendoppel | Tjoa Tjong Boon A. P. Unang  | Masao Akiyama Ippei Kojima  | 17-16, 15-11      |
| Damendoppel  | Minarni Retno Koestijah      | Tan Tjung Ing Megah Idawati | 15-1, 15-10       |
| Mixed        | Tan Yee Khan Retno Koestijah | Eddy Choong Minarni         | 15-9, 15-11       |